# Коробятский сельсовет
Коробятский сельсовет — упразднённая административно-территориальная единица, существовавшая на территории Московской губернии и Московской области до 1975 года.
Коробятский сельсовет был образован в первые годы советской власти. По данным 1923 года он входил в состав Поминовской волости Егорьевского уезда Московской губернии.
В 1925 году к Коробятскому с/с был присоединён Драньковский с/с, но уже 16 ноября 1926 года он был выделен обратно.
По данным 1926 года сельсовет включал деревни Драньково и Коробята, а также лесную сторожку Мостище.
В 1929 году Коробятский с/с был отнесён к Егорьевскому району Орехово-Зуевского округа Московской области. При этом к нему был присоединён Драньковский с/с.
17 июля 1939 года к Коробятскому с/с были присоединены Василенцевский (селение Василенцево) и Знаменский (селение Знаменское) с/с.
1 февраля 1963 года Егорьевский район был упразднён и Коробятский с/с вошёл в Егорьевский сельский район. 11 января 1965 года Коробятский с/с был передан в восстановленный Егорьевский район.
6 марта 1975 года Коробятский с/с был упразднён. При этом его территория была передана в Саввинский с/с.